# Prawo Kopernika-Greshama
Prawo Kopernika-Greshama – zasada mówiąca, że jeśli jednocześnie istnieją dwa rodzaje pieniądza, pod względem prawnym równowartościowe, ale jeden z nich jest postrzegany jako lepszy (np. o wyższej zawartości kruszcu), ten „lepszy” pieniądz będzie gromadzony (tezauryzowany), a w obiegu pozostanie głównie ten „gorszy”. Upraszczając: gorszy pieniądz wypiera lepszy.
W przypadku rozliczeń z zagranicą, kontrahenci zagraniczni brali pod uwagę jedynie wartość rynkową danego pieniądza (nie zaś cenę urzędową) i życzyli sobie zapłaty w pieniądzu o wyższej wartości. W rezultacie lepszy pieniądz odpływał za granicę.
Odkrycie tego prawa przypisuje się Mikołajowi Kopernikowi (traktat Monetae cudendae ratio, pol. Rozprawa o urządzeniu monety… z 1526) oraz Thomasowi Greshamowi i kilku innym ekonomistom. Już wcześniej prawidłowości te opisali grecki dramatopisarz z V wieku p.n.e. Arystofanes w komedii Żaby i XIV-wieczny filozof Mikołaj z Oresme w pracy Tractatus de origine, natura, iure et mutationibus monetarum.
Dolaryzacja, np. w krajach Europy Wschodniej w latach 80. czy Ameryce Południowej w latach 90., może być postrzegana jako odwrotność prawa  Kopernika-Greshama.